# Kenneth Iverson
Kenneth Eugene Iverson (Camrose, 17 dicembre 1920 – Toronto, 19 ottobre 2004) è stato un matematico e informatico canadese, famoso per avere sviluppato il linguaggio APL (A Programming Language) nel 1957.

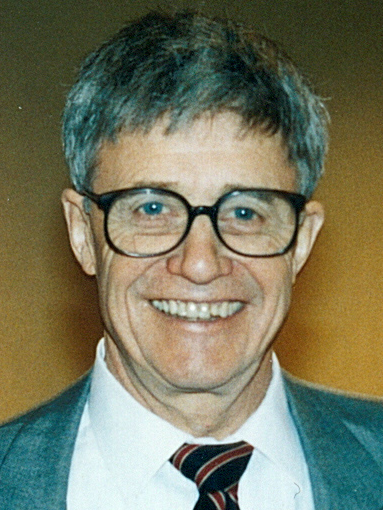
Kenneth E. Iverson, 1989

Ha ottenuto il Turing Award nel 1979 per i suoi contributi alla notazione matematica e alla teoria dei linguaggi di programmazione.